# Фили (клуб по хоккею с мячом)
Фили (Москва) — клуб по хоккею с мячом, существовавший 1932—1992 годах.

## История
Команда была создана в 1932 году при заводе № 22 имени Х-летия Октября. С февраля 1934 года завод стал носить имя С. П. Горбунова.
Это же имя стала носить заводская команда. В послевоенные годы команда называлась Крылья Советов-III.
В 1959 году команда выиграла чемпионат Москвы и была включено в число участников чемпионата СССР. Команда заняла пятое место в чемпионате. По регламенту соревнований Фили разыгрывали путевку на следующий год с чемпионом Москвы 1959 года Спартаком и победили 6:0.
В 1970 году команда покинула высшую лигу. В 1971 году команда выигрывает чемпионат РСФСР и возвращается в высшую лигу. Но уже в 1972 году покинула высшую лигу навсегда.
Долгие годы команда играла в первой лиге. Но в 1992 году команда была расформирована. До 2003 года в первенстве Москвы выступала клубная команда.
В классе А команда провела (1960—1970, 1972) 285 игр: 95 побед, 58 ничьих, 132 поражения; разность мячей 572—676.
Лучший результат — 5 место (1960, 1964, 1965).
В классе Б и первой лиге провела (1955—1958, 1973—1992) 714 игр: 327 побед, 96 ничьих, 291 поражение; разность мячей 2593—2361. Лучший результат — 2 место (1973).

## Достижения
- Чемпион РСФСР — 1971
- Обладатель кубка ВЦСПС — 1953
- Второй призёр кубка ВЦСПС — 1951

## Ведущие игроки
- Геннадий Водянов
- Александр Волков
- Андрей Жигулин
- Олег Катин
- Евгений Манкос
- Виктор Мартынов
- Михаил Осинцев
- Михаил Туркин
- Анатолий Филатов
- Константин Крюков
- Комаров Николай
- Доронин Евгений

## Тренеры
- Горохов 1946—1949
- И. А. Рыжов 1949-50
- Г. В. Мазанов 1950-52
- С. И. Соколов 1952-56
- В. М. Поволяев 1956-62
- И. В. Ларин 1962-65
- М. И. Мухортов 1965-67
- В. М. Поволяев 1967-70
- М. С. Осинцев 1970-79
- В. П. Тараканов 1979-87
- В. Л. Болденко 1987-89
- Б. Н. Княжев 1989-91
- Р. В. Овчинников 1991-92